# Crataegus rivuloadamensis
Crataegus rivuloadamensis — вид квіткових рослин із родини трояндових (Rosaceae).

## Біоморфологічна характеристика
Це дерево чи кущ 25–40(50) дм заввишки, широко розгалужений. Молоді гілочки темно-червонувато-зелені, запушені, 1-річні блискучі, темно-червоно-коричневі, 2-річні темно-червонувато-сірі; колючки на гілочках ± прямі, 1-річні блискучі, дуже темно-червоно-коричневі, старші темно-сірі, міцні, 1.5–2.5(3) см. Листки: ніжки листків 25–35% від довжини пластини; пластини від ± еліптичних чи широко еліптичних до ромбо-еліптичних, 2–4 см у період цвітіння, 4–8 см у зрілості, основа від клиноподібної до вузько клиноподібної, часток по 2–4 з боків, верхівки часток від майже гострих до широко шпилястих, краї дрібно городчато-пилчасті або зубчасті, верхівка гостра, нижня поверхня гола або мало волосиста молодою, верх ± щільно притиснуто шершавий. Суцвіття 4–10-квіткові. Квітки 17–21 мм у діаметрі; чашолистки широко трикутні, 3 мм; пелюстки блідо-кремові; пиляки рожеві. Яблук 1–5(6) на супліддя, блідо-червонувато-пурпурні, стають від насичено-червоних до червонувато-сливових і бордових, від майже кулястих до широко зворотно конусних, 10–12 мм у діаметрі, зазвичай ± густо волохаті. Період цвітіння: кінець травня — початок червня; період плодоношення: серпень і вересень.

## Ареал
Ендемік півдня Канади (Альберта, Саскачеван).
Населяє зарості й легку тінь осик; на висотах 800–1200 метрів.